# Micralarctia auricinctum
Micralarctia auricinctum är en fjärilsart som beskrevs av Butler 1896. Micralarctia auricinctum ingår i släktet Micralarctia och familjen björnspinnare. Inga underarter finns listade i Catalogue of Life.